# Hellboy (film, 2019)
Hellboy je americký superhrdinský film na předloze stejnojmenných komiksů. Film režíruje režisér Neil Marshall a v hlavních rolích se objevil David Harbour, Milla Jovovich, Ian McShane, Sasha Lane a Daniel Dae Kim. Jedná se o restart filmové série Hellboy. Premiéra filmu byla nastavena na 12. dubna 2019.

## Obsazení
- David Harbour jako Hellboy
- Milla Jovovich jako Nimue / Královna krve
- Ian McShane jako Trevor
- Sasha Lane jako Alice Monaghan
- Daniel Dae Kim jako Ben Daimio
- Brian Gleeson jako Merlin
- Sophie Okonedo jako Lady Hatton
- Penelope Mitchell jako Ganeida
- Alistair Petrie jako Lord Adam Glaren

## Produkce

### Vývoj
V roce 2014, tvůrce Hellboye Mike Mignola začal společně se spisovatelem Andrew Cosbym pracovat na příběhu pro nový film. Projekt byl původně zamýšlen jako pokračování filmů Hellboy a Hellboy II: Zlatá armáda. Když se připojil Neil Marshall, bylo rozhodnuto, že nový film bude restart série.

### Předprodukce
David Harbour byl první herec obsazený pro připravovaný film do role Hellboye. V srpnu 2017, Ian McShane byl obsazen do role Trevora. O něco později byla dále obsazena Milla Jovovich do role hlavní záporné postavy, Královny krve.

### Natáčení
Natáčení Hellboye začalo v září 2017 ve Spojeném království a Bulharsku. První záběr filmu byl pořízen dne 13. září 2017 a finální snímek byl pořízen dne 27. prosince 2017.

## Marketing
V září 2018 bylo oznámeno, že na newyorském Comic Conu proběhne 6. října 2018 panel k připravovanému filmu.